# Volitve predsednika Združenih držav Amerike 2016
58. predsedniške volitve v ZDA so potekale 8. novembra 2016. Volivci so izbrali predsednika in podpredsednika države. Ker aktualni predsednik Barack Obama ni smel več kandidirati, je država dobila novega, 45. predsednika države. To je postal poslovnež Donald Trump.
Kljub temu, da je Hillary Clinton zmagala po številu glasov, je prejela manj elektorskih glasov in zato izgubila volitve.

## Rezultati
Na voljo je 538 elektorskih glasov, za zmago na volitvah jih je potrebnih 270.
| Predsednik Podpredsednik  | Slika | Elektorski glasovi | Št. osvojenih držav | Št. prejetih glasov | %      |
| ------------------------- | ----- | ------------------ | ------------------- | ------------------- | ------ |
| Hillary Clinton Tim Kaine |       | 232 / 538          | 20 + DC             | 65,853,625          | 48.03% |
| Donald Trump Mike Pence   |       | 306 / 538          | 30 + ME-02          | 62,985,106          | 45.94% |

### Elektorski glasovi
Na spodnjem zemljevidu Amerike so prikazani elektroski glasovi vsake zvezne države.

## Kandidati
| Demokrati                          |                                   |
| Hillary Clinton                    | Tim Kaine                         |
| predsedniška kandidatka            | podpredsedniški kandidat          |
|                                    |                                   |
| Zunanja ministrica ZDA (2009–2013) | Senator iz Virginije (2013–danes) |
|                                    |                                   |

| Republikanci                        |                                  |
| Donald Trump                        | Mike Pence                       |
| predsedniški kandidat               | podpredsedniški kandidat         |
|                                     |                                  |
| Direktor podjetja Trump (1971–2017) | 50. Guverner Indiane (2013–2017) |
|                                     |                                  |

| Libertarci                           |                                         |
| Gary Johnson                         | William Weld                            |
| predsedniški kandidat                | podpredsedniški kandidat                |
|                                      |                                         |
| 29. Guverner Nove Mehike (1995–2003) | 68. Guverner Massachusettsa (1991–1997) |
|                                      |                                         |

| Zeleni                    |                                                  |
| Jill Stein                | Ajamu Baraka                                     |
| predsedniška kandidatka   | podpredsedniški kandidat                         |
|                           |                                                  |
| zdravnica (Massachusetts) | aktivist iz Washingtona, D.C. (Washington, D.C.) |
|                           |                                                  |

## Soočenja
Potekala so tri soočenja kandidatov za predsednika in eno soočenje podpredsedniških kandidatov.
| #                           | Datum              | Ura                  | Prizorišče                         | Mesto     | Voditelj                       | Sodelujoči                   |
| --------------------------- | ------------------ | -------------------- | ---------------------------------- | --------- | ------------------------------ | ---------------------------- |
| 1. predsedniško soočenje    | 26. september 2016 | 21.00 (ameriški čas) | Hofstra University                 | Hempstead | Lester Holt                    | Hillary Clinton Donald Trump |
| 1. podpredsedniško soočenje | 4. oktober 2016    | 21.00 (ameriški čas) | Longwood University                | Virginia  | Elaine Quijano                 | Tim Kaine Mike Pence         |
| 2. predsedniško soočenje    | 9. oktober 2016    | 21.00 (ameriški čas) | Washington University in St. Louis | St. Louis | Anderson Cooper Martha Raddatz | Hillary Clinton Donald Trump |
| 3. predsedniško soočenje    | 19. oktober 2016   | 21.00 (ameriški čas) | University of Nevada, Las Vegas    | Las Vegas | Chris Wallace                  | Hillary Clinton Donald Trump |